# St. Vinzenz-Krankenhaus Hanau
Das St. Vinzenz-Krankenhaus Hanau ist ein Krankenhaus der Regelversorgung in Hanau. Träger ist die St. Vinzenz-Krankenhaus Hanau gGmbH, ein Tochterunternehmen der Klinikgruppe St. Vinzenz gGmbH, Fulda, deren einziger Gesellschafter das Haus der Barmherzigen Schwestern vom hl. Vinzenz von Paul (KdöR) in Fulda ist.

## Geschichte
Die Aufnahme und Pflege begann am 11. Juni 1887 unter der Leitung von Oberin Sr. Maria Theresia Köhler und den beiden Schwestern Maria Theresia und Stefanie der Vinzentinerinnen.

## Einrichtung
Das Haus verfügt über insgesamt 272 Planbetten. Zum Personal zählen etwa 500 Mitarbeiter und 60 Auszubildende.
Medizinische Schwerpunkte sind:
- Allgemein- und Viszeralchirurgie
- Anästhesie / Intensivmedizin
- Gastroenterologie
- Geriatrie
- Gynäkologie und Geburtshilfe
- Innere Medizin
- Radiologie
- Unfall- und Gelenkchirurgie
- Wirbelsäulenchirurgie

und als Belegabteilungen:
- Hals-Nasen-Ohrenheilkunde
- Innere Medizin – Schwerpunkt Hämatologie und Onkologie

## Trivia
Das Krankenhaus wurde 2021 überregional bekannt durch seine Version des Lieds Soon May the Wellerman Come, mit einem auf die Corona-Pandemie bezogenen Text.